# Aeroportul Polokwane
Aeroportul Polokwane (IATA: PTG, ICAO: FAPP) este un aeroport din Provincia Limpopo, Africa de Sud ce deservește zona Polokwane. A fost numit după zona deservită.
Situat la o altitudine de 1.240 m, aeroportul dispune de o singură pistă.